# Botany Letters
Botany Letters est une revue trimestrielle, scientifique et internationale, consacrée à la botanique et publiée par la Société botanique de France. Elle est placée sous la responsabilité d'un comité éditorial. Son rédacteur en chef est Élisabeth Dodinet. Depuis 2012 la revue est publiée par l'éditeur anglais Taylor & Francis.
Tout d'abord publiée uniquement en papier, la numérisation des anciens numéros a été réalisée par Taylor & Francis entre 2012 et 2014. La revue paraît à la fois en édition papier et numérique depuis 2012. Les articles publiés depuis plus de cinq ans sont accessibles gratuitement en ligne sur le site de l'éditeur.
Le comité éditorial privilégie les approches pluridisciplinaires. La revue publie les actes des colloques et des articles concernant tous les aspects de la botanique. Les doctorants peuvent y présenter le résumé de leur thèse.

## Historique

### Titres de la revue
1854-1978 : Bulletin de la Société botanique de France
1978-1992 : Bulletin de la Société botanique de France. Actualités botaniques
1993-2011 : Acta Botanica Gallica
2012-2015 : Acta Botanica Gallica: Botany Letters
Depuis 2016 : Botany Letters

### Rédacteurs en chef
1998-2011 : Bruno de Foucault
2012-2016 : Élisabeth Dodinet
2017- : Sophie Nadot